# Cereopsius helena
Cereopsius helena es una especie de escarabajo longicornio del género Cereopsius,  subfamilia Lamiinae. Fue descrita científicamente por White en 1858.
Se distribuye por la isla de Borneo. Mide 22,5-24 milímetros de longitud.